# Levinthals paradox
Levinthals paradox är en paradox om proteinkemin som formulerades 1968 av den amerikanske vetenskapsmannen Cyrus Levinthal. Den är ett tankeexperiment, som också ett försök att verifiera teorin om proteinveckning. 
År 1969 noterade Cyrus Levinthal att, på grund av det mycket stora antalet frihetsgrader i en ovikt polypeptidkedja, kan molekylen anta ett astronomiskt stort antal möjliga former. En uppskattning av 10300 gjordes i en av hans rapporter (ofta felaktigt citerad som 1968 års rapport). Till exempel har en polypeptid med 100 aminosyror 99 peptidbindningar, och därför 198 olika phi- och psi-bindningsvinklar. Om var och en av dessa bindningsvinklar kan vara i en av tre stabila lägen, kan proteinet felveckas till maximalt 3198 olika former (inklusive eventuell vikningsredundans). Därför, om ett protein skulle uppnå sin korrekt vikta form genom att återkommande ta prover på alla möjliga alternativ, skulle det kräva en längre tid än universums ålder för att komma fram till dess korrekta ursprungliga form. Detta gäller även om former antas med snabb (nanosekund eller pikosekund) takt. "Paradoxen" är att de flesta små proteiner viker sig spontant på en millisekund eller till och med mikrosekundsskala. Förklaringen till denna paradox har visats genom beräkningsmetoder för förutsägelse av proteinstruktur.
Levinthal själv var medveten om att proteiner viks spontant och i korta tidsskalor. Han föreslog att paradoxen kan förklaras om "proteinveckning påskyndas och styrs av den snabba bildandet av lokala interaktioner som sedan bestämmer den ytterligare vikningen av peptiden. Detta tyder på lokala aminosyrasekvenser som bildar stabila interaktioner och fungerar som kärnbildningspunkter i vikningsprocessen". Faktum är att proteinveckningsintermediärerna och de delvis vikta övergångstillstånden uppmärksammades experimentellt och förklarar den snabba proteinveckningen. Detta beskrivs också som proteinutveckling riktad inom trattliknande energilandskap. Vissa beräkningsmetoder för att förutsäga proteinstruktur har försökt identifiera och simulera mekanismen för proteinveckning.
Levinthal föreslog också att den interna strukturen kan ha en högre energi, om den lägsta energin inte var kinetiskt tillgänglig. En analogi är att ett stenblock som ramlar nedför en sluttning stannar i en grop på vägen istället för att nå basen.

## Föreslagna förklaringar
Enligt Edvard Trifonov och Igor Berezovsky viks proteinerna med underenheter (moduler) av storleken 25–30 aminosyror.